# Corozal (Kolumbien)
Corozal ist eine Gemeinde (municipio) im Departamento Sucre in Kolumbien.

## Geographie
Corozal liegt im Nordwesten von Sucre, in der Subregion Sabanas, 13 km von Sincelejo entfernt, auf einer Höhe von 174 m ü. NN und hat eine Jahresdurchschnittstemperatur von etwa 28 °C. Die Gemeinde grenzt im Norden an Morroa und Los Palmitos, im Süden an El Roble, im Osten an San Juan de Betulia und Sincé, und im Westen an Sampués und Sincelejo.

## Bevölkerung
Die Gemeinde Corozal hat 64.073 Einwohner, von denen 52.915 im städtischen Teil (cabecera municipal) der Gemeinde leben (Stand: 2019).

## Geschichte
Auf dem Gebiet der heutigen Gemeinde Corozal lebten vor der Ankunft der Spanier die indigenen Völker der Finzenúes und der Turbacos. Das Gebiet wurde von den Spaniern mit dem Ziel erobert, an Gold und andere Reichtümer zu gelangen. Ab 1770 war Corrozal zunächst ein Corregimiento von Cartagena. 1775 erhielt Corozal den Status einer Gemeinde.

## Wirtschaft
Die wichtigsten Wirtschaftszweige von Corozal sind die Landwirtschaft, die Milch-, Rinder- und Geflügelproduktion.

## Verkehr
Auf dem Gebiet der Gemeinde Corozal befindet sich der Flughafen, der Sincelejo bedient, der Aeropuerto Las Brujas (IATA-Code: CZU), von dem die Städte Bogotá und Medellín angeflogen werden.

## Söhne und Töchter der Stadt
- José Serpa (* 1979), ehemaliger kolumbianischer Radrennfahrer